# Anse Réunion FC
L'Anse Réunion Football Club és un club de futbol de la ciutat de La Digue, Seychelles. Vesteix de groc amb detalls blaus.

## Palmarès
- Lliga seychellesa de futbol:[2]

2006
- Copa seychellesa de futbol:[3]

2002, 2012
- Copa de la Lliga seychellesa de futbol:[3]

2007